# Ève-Mary Thái Thị Lạc
Ève-Mary Thaï Thi Lac (Thái Thị Lạc) (sinh ngày 6 tháng 2 năm 1972) là một chính trị gia Canada. Bà được bầu vào Hạ viện Canada vào ngày 17 tháng 9 năm 2007 với tư cách là ứng cử viên Bloc Québécois tại Cuộc bầu cử vào Quốc hội Canada lần thứ 39, sau khi đánh bại ứng cử viên Đảng bảo thủ Bernard Barré.
Bà sinh ra ở Việt Nam trong một gia đình người Chăm, Thi Lạc được một gia đình Quebec nhận nuôi khi hai tuổi và lớn lên ở một trang trại gần Acton Vale. Trước khi được bầu, bà đã làm việc cho người tiền nhiệm của mình, Yvan Loubier, với vai trò trợ lý điều hành trong văn phòng bầu cử của ông.
Bà là người Canada gốc Việt đầu tiên được bầu vào Hạ viện Canada. Bà thừa nhận rằng phân biệt chủng tộc là một yếu tố ngay từ đầu chiến dịch của mình, nhưng nhấn mạnh nguồn gốc địa phương của mình bằng cách nói đùa rằng đã lớn lên trên một trang trại và bà là ứng cử viên duy nhất trong cuộc đua biết cách thiến một con lợn. Sau đó, bà thừa nhận sự sẵn sàng của mình chỉ đơn giản là nói chuyện với mọi người, đó như là chiến lược hiệu quả nhất của bà:
| “ | Tôi cảm thấy rất khó, nhưng tôi giải thích nguồn gốc của tôi và mọi người tiếp nhận. Tôi sẽ nói điều khiến mọi người quan tâm chỉ là một chút khác biệt, nhưng khi họ nói chuyện với tôi, khi họ nhìn thấy tôi, khi tôi được hỏi về giá trị của mình, họ thấy không có sự khác biệt giữa họ và tôi. | ” |

Bà được bầu lại trong cuộc bầu cử năm 2008, nhưng bị đánh bại trong cuộc bầu cử năm 2011 bởi Marie-Claude Morin của Đảng Dân chủ Mới.